# Phyllonorycter kazuri
Phyllonorycter kazuri is een vlinder uit de familie mineermotten (Gracillariidae). De wetenschappelijke naam van deze soort is voor het eerst geldig gepubliceerd in 2012 door De Prins.
De soort komt voor in tropisch Afrika.